# دیوید ایستون
دیوید ایستون (انگلیسی: David Easton؛ ۲۴ ژوئن ۱۹۱۷ – ۱۹ ژوئیهٔ ۲۰۱۴) یک نظریه‌پرداز و دانشمند علوم سیاسی اهل کانادا بود.
وی در خطّ مقدمِ هر دو انقلاب رفتارگرا و پسا رفتارگرا در رشتۀ علوم سیاسی طی دهه‌های 1950 و 1970 قرار داشت. ایستون پرکاربردترین تعریف این رشته را از سیاست به عنوان "توزیعِ آمرانۀ ارزش‌ها برای جامعه" ارائه کرد. او به دلیل کاربرد نظریۀ سیستمها در مطالعۀ علوم سیاسی بلندآوازه بود. تحلیل‌گران سیاست از طرح پنج‌گانۀ او برای مطالعه فرآیند سیاست‌گذاری استفاده کرده‌اند: ورودی، تبدیل، خروجی، بازخورد و محیط.
گانل استدلال می کند که از دهه 1950 مفهوم "سیستم" مهمترین مفهوم نظری مورد استفاده دانشمندان علوم سیاسی آمریکایی بود. این ایده در جامعه شناسی و سایر علوم اجتماعی ظاهر شد، اما ایستون بود که مشخص کرد چگونه می توان آن را به بهترین نحو در تحقیقات رفتاری در مورد سیاست به کار برد. او رئیس انجمن علوم سیاسی آمریکا بود.